# Reporter des Satans
Reporter des Satans (Originaltitel: Ace in the Hole) ist ein US-amerikanisches Filmdrama von Billy Wilder aus dem Jahr 1951. Die Geschichte beruht auf einer Begebenheit aus dem Jahr 1925, bei der Floyd Collins bei dem Versuch, einen neuen Eingang zur Crystal Cave (Sand Cave), Kentucky, zu finden, in einer Höhle eingeschlossen wurde und nach wochenlangem Medienrummel starb.

## Handlung
Der Reporter Chuck Tatum ist ein talentierter und ehrgeiziger Reporter, dem seine Egozentrik immer im Weg steht. In New York wurde er von elf Redaktionen gefeuert, unter anderem wegen Beleidigung, Trunksucht und Ehebruch. Aus finanzieller Not muss er nun für den Albuquerque Sun-Bulletin schreiben, eine kleine Lokalzeitung, die unter ihrem Chefredakteur Jacob Boot für einen unspektakulären, aber ehrlichen Journalismus steht. Nach einem Jahr bei der Sun-Bulletin erhält Tatum gemeinsam mit dem jungen Fotografen Herbie Cook den Auftrag, über eine Klapperschlangenjagd zu berichten. Zufällig hört er von Leo Minosa, einem Einwohner, der auf der Suche nach indianischen Artefakten in einer Höhle eingeschlossen wurde. Tatum glaubt, eine Sensations-Reportage schreiben zu können, mit der er wieder zu einer der bedeutenden Zeitungen kommen kann.
Tatum behindert die Rettungsarbeiten und lässt sich dabei gleichzeitig zum heldenhaften Retter des Eingeschlossenen hochloben. Gemeinsam mit dem korrupten Sheriff Kretzer, der durch das Drama seine Popularität erhöhen will, übt der Reporter Druck auf die Ingenieure aus, damit sie eine langsamere Rettungsmethode benutzen. Tatum will damit erreichen, seine Reportage landesweit verkaufen zu können. Die Ehefrau des Verunglückten, Lorraine, verbündet sich ebenfalls mit Tatum. Da sie das Leben auf dem Land immer als langweilig empfand, wollte sie ihren Mann schon lange verlassen und flirtet mit Tatum, der sie in der Öffentlichkeit allerdings die liebende, besorgte Ehefrau spielen lässt. Lorraine führt das Geschäft ihres Mannes weiter, das durch die Schaulustigen, die nach und nach eintreffen, profitiert. Herbie Cook, der bislang idealistische Fotograf der Zeitung, malt sich seinen Gewinn aus, wenn er die Bilder an ein großes Magazin verkauft.
Tausende von Leuten kommen in die Stadt, die Rettungsaktion nimmt jahrmarktähnliche Ausmaße an. Tatum kündigt beim Sun-Bulletin und lässt sich von einer wichtigen New Yorker Zeitung unter Vertrag nehmen. Doch die Partyatmosphäre löst sich auf, als sich eine Tragödie abzeichnet. Der Verschüttete bekommt eine Lungenentzündung und wird immer schwächer. Tatum versucht nun, die Rettungsarbeiten anzutreiben, doch vergeblich: Minosa stirbt, Tatum ist schuldbeladen. Während die Schaulustigen schnell abziehen, wird Tatum von seiner New Yorker Zeitung gefeuert, da er keinen Bericht abgeliefert hatte. Er kehrt zum Sun-Bulletin zurück und bietet Chefredakteur Boot mit seinen letzten Worten an, auch kostenlos für ihn arbeiten zu wollen. Dann bricht Tatum tot zusammen – einige Stunden zuvor hatte ihn Lorraine mit einer Schere verletzt, als er sie einmal zu oft schlecht behandelt hatte.

## Hintergrund
Während das Drehbuch noch in Arbeit war, erhob der Schauspieler Victor Desny Klage gegen den Film. Desny behauptete, der Film sei eine nicht autorisierte Version der Geschichte von Floyd Collins. Da Desny die Rechte der Geschichte besaß, ging er von Urheberrechtsverletzung aus. Der Streit wurde außergerichtlich beigelegt.
Als der Film herauskam, gab es negative Beurteilungen und in Folge davon finanzielle Einbußen. Das Studio änderte daraufhin – ohne Billy Wilders Einverständnis – den Originaltitel in The Big Carnival, um das Einspielergebnis zu verbessern, was jedoch erfolglos blieb.
Das Studio baute für 30.000 US-Dollar die Kopie eines indianischen Pueblo an der Klippe in der Nähe des Aussichtspunktes Trading Post an der Route 66, westlich von Gallup, New Mexico. Nachdem die Filmarbeiten abgeschlossen waren, blieb der Bau bestehen, und der Eigentümer des Trading Post benutzte ihn, um Touristen in sein Geschäft zu locken.

## Synchronisation
Die deutsche Synchronfassung entstand im Jahr 1951 bei der Ultra-Film in München. Später wurden ein paar fehlende Szenen nachsynchronisiert.
| Rolle                               | Darsteller       | Synchronsprecher                        |
| ----------------------------------- | ---------------- | --------------------------------------- |
| Charles „Chuck“ Tatum               | Kirk Douglas     | René Deltgen (neue Szenen: Matti Klemm) |
| Lorraine Minosa                     | Jan Sterling     | Tina Eilers                             |
| Herbie Cook                         | Robert Arthur    | John Pauls-Harding                      |
| Leo Minosa                          | Richard Benedict | Curt Ackermann                          |
| Sheriff Gus Kretzer                 | Ray Teal         | Wolfgang Eichberger                     |
| Al Federber, Tourist                | Frank Cady       | Wolfgang Büttner                        |
| Hilfssheriff                        | Gene Evans       | Wolf Ackva                              |
| Dr. Hilton                          | Harry Harvey Sr. | Walter Holten                           |
| Radioreporter                       | Bob Bumpas       | Arnold Marquis                          |
| Mr. Nagel, New Yorker Chefredakteur | Richard Gaines   | Wolfgang Preiss                         |
| Sam Smollett                        | Frank Jaquet     | Rudolf Reif                             |
| Vater Diego                         | Lester Dorr      | Hans Hinrich                            |

## Kritiken
„Packendes, exzellent inszeniertes und gespieltes Drama, das – mit einem gewissen Zynismus – die Praktiken der Boulevardpresse und die menschliche Habgier kritisch bloßstellt. Einer der bittersten Filme Billy Wilders.“

„Böse rechnet Billy Wilder mit der ‚Yellow Press‘ und der Sensationsgier der Leute ab. Presse und Zuschauern gefiel der vorgehaltene Spiegel erwartungsgemäß nicht. Dabei ist der Film virtuos gedreht und gespielt.“

„Ein packendes, exzellent inszeniertes und gespieltes Drama, das – mit einem gewissen Zynismus – die Praktiken der Boulevardpresse bloßstellt. Eine brillante Breitseite auf die Sensationslüsternheit des Publikums, sicher einer der bittersten Filme Billy Wilders, der jedoch kommerziell floppte.“

„In Reporter des Satans schildert Billy Wilder scharfsinnig und mit pointierter Kritik das menschliche Fehlverhalten eines Mannes, der für seinen beruflichen Aufstieg über Leichen geht. Aber auch die sensationssüchtige und menschenverachtende Haltung einer Gesellschaft, die gierig konsumiert, was ihr von den Medien vorgesetzt wird, attackiert Wilder aufs schärfste. ‚Reporter des Satans‘ ist Billy Wilders bitterster Film seiner großartigen Karriere.“

## Auszeichnungen
Oscarverleihung 1952
- Nominierung in der Kategorie Bestes Originaldrehbuch

National Board of Review
- 1951: NBR Award für die beste Schauspielerin an Jan Sterling

Internationale Filmfestspiele von Venedig
- 1951: International Award für Billy Wilder
- 1951: Nominierung für den Goldenen Löwen

National Film Registry
- Aufnahme 2017